# Dixon, Missouri
Dixon är en ort i Pulaski County i delstaten Missouri, USA.